# 磷化钡
磷化钡是一种无机化合物，化学式为Ba3P2，可由多磷化钡和金属钡反应制得，其具有反Ce2S3型的立方结构。钡和红磷按化学计量比在800 °C的氩气气氛中反应，也能得到Ba3P2。

## 性质
磷化钡可以迅速水解，并放出磷化氢：
{\displaystyle {\mathsf {Ba_{3}P_{2}+6H_{2}O\ {\xrightarrow {}}\ 3Ba(OH)_{2}+2PH_{3}\uparrow }}}
它和非氧化性酸也能发生类似反应：
{\displaystyle {\mathsf {Ba_{3}P_{2}+6HCl\ {\xrightarrow {}}\ 3BaCl_{2}+2PH_{3}\uparrow }}}